# Tarot Sport
Tarot Sport — второй студийный альбом британского электронного музыкального дуэта Fuck Buttons, который вышел 14 октября 2009 года на лейбле ATP Recordings. Альбом получил в целом положительные отзывы музыкальных критиков, достиг семьдесят девятого места в британском музыкальном чарте UK Albums Chart. Pitchfork включил его в список «50 лучших альбомов 2009 года».

## Отзывы
| Совокупная оценка   | Совокупная оценка |
| Источник            | Оценка            |
| ------------------- | ----------------- |
| AnyDecentMusic?     | 8.2/10            |
| Metacritic          | 84/100            |
| Оценки критиков     |                   |
| Источник            | Оценка            |
| AllMusic            | [ 4 ]             |
| The A.V. Club       | A−                |
| The Daily Telegraph | [ 6 ]             |
| The Guardian        | [ 7 ]             |
| Mojo                | [ 8 ]             |
| NME                 | 8/10              |
| Pitchfork           | 9.0/10            |
| Q                   | [ 11 ]            |
| Spin                | 6/10              |
| Uncut               | [ 13 ]            |

Альбом получил положительные отзывы музыкальных критиков.
На сайте Metacritic, который присваивает средневзвешенную оценку из 100 баллов отзывам основных критиков, альбом получил средний балл 84, основанный на 21 отзывах, что означает «в целом благоприятные отзывы».
Анджей Луковский из Drowned in Sound написал, что «Если это не обязательно резонирует со временем, это должно резонировать благодаря огромному, радостному импульсу». Свои 8,2 балла поставил сайт AnyDecentMusic?, сделав альбом чарттоппером рубрики.
Хизер Фарес из AllMusic отметил, что «Эндрю Хунга и Бенджамина Джона Пауэра из Fuck Buttons нельзя обвинить в том, что они повторяются на Tarot Sport. Пост-рок, шум и электроника жили в идеальной (не)гармонии на их дебютном альбоме Street Horrrsing, но здесь дуэт направляет свою интенсивность в сфокусированное, а не взрывное русло. Для создания Tarot Sport Хунг и Пауэр привлекли Эндрю Уэзеролла, который сделал ремикс на песню Street Horrrsing „Sweet Love for Planet Earth“; хотя альбом более откровенно электронный, чем предыдущая музыка Fuck Buttons, влияние Уэзеролла больше чувствуется в точности Tarot Sport. Бит и дроны, управляемые лазером, двигают эти песни по линейным траекториям, что особенно заметно на открывающем треке „Surf Solar“, который отправляет слушателей в космос с помощью гладкого ритма „четыре на пол“ и сверкающей электроники, создающей впечатление проносящихся мимо звёзд. Трек настолько аэродинамичен, что становится по-настоящему зажигательным только через две трети пути — подход, который Tarot Sport часто повторяет, и который заметно отличается от дебютного альбома дуэта. Значительную часть кайфа от Street Horrrsing составляло незнание того, когда и когда Fuck Buttons затянут уши слушателей небесными дронами или нападут на них демоническими воплями в стиле Wolf Eyes. Более гипнотический и убаюкивающий, Tarot Sport, возможно, лишён некоторого чисто висцерального воздействия Street Horrrsing, но он столь же приятен на своих собственных условиях, а также является впечатляющим шагом вперёд для Fuck Buttons».

### Итоговые списки
- 11-е место — Pitchfork[16]
- 21-е место — Rhapsody[17]

## Список композиций
Слова и музыка всех песен — Fuck Buttons.
| №  | Название                          | Длительность |
| -- | --------------------------------- | ------------ |
| 1. | «Surf Solar»                      | 10:34        |
| 2. | «Rough Steez»                     | 4:44         |
| 3. | «The Lisbon Maru»                 | 9:19         |
| 4. | «Olympians»                       | 10:54        |
| 5. | «Phantom Limb»                    | 4:49         |
| 6. | «Space Mountain»                  | 8:44         |
| 7. | «Flight of the Feathered Serpent» | 9:31         |

## Чарты
| Чарт (2009)                      | Высшая позиция |
| -------------------------------- | -------------- |
| Великобритания (UK Albums Chart) | 79             |